# Sponsor cobosi
Sponsor cobosi es una especie de escarabajo del género Sponsor, familia Buprestidae. Fue descrita científicamente por Bellamy en 1998.

## Distribución
Habita en la región afrotropical.